# Maria Palomera i Giró
Maria Palomera i Giro (Barcelona, 1905-1937) va ser una impulsora del cooperativisme i feminisme català.

## Biografia

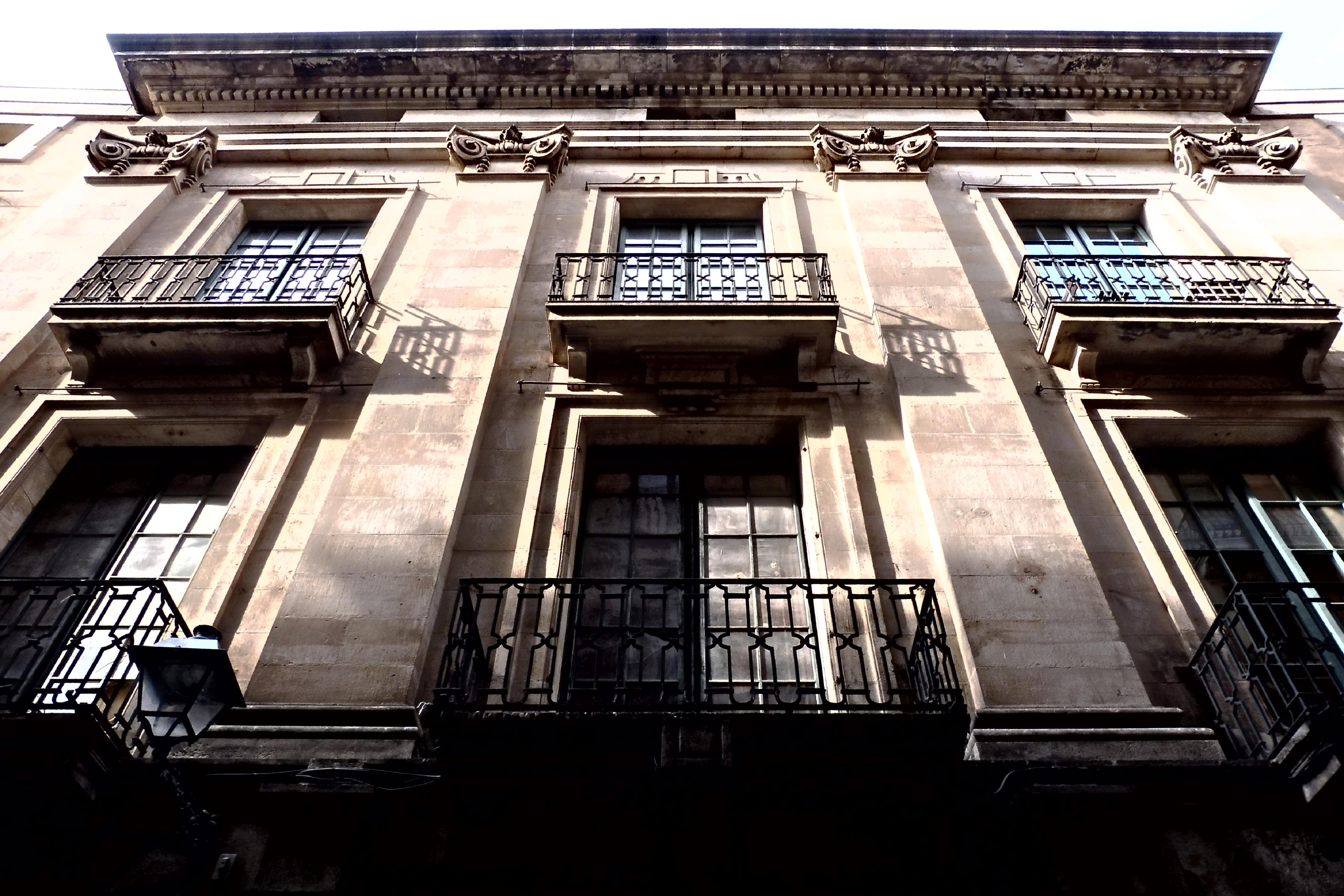
Ateneu obrer de les corts

Maria Palomera va créixer a Barcelona. Filla de Caterina Giró i Felip Palomera Sarradell. La seva família era molt activa en la vida al barri, i participava activament al Centre Instructiu de Les Corts, l'Ateneu Obrer de Les Corts, i la cooperativa La Dignitat.
Va entrar a treballar com a dependenta de la cooperativa La Dignitat, després de la mort del seu pare per suïcidi. Va ser membre del Grup de Cultura de la cooperativa, impulsà les classes de solfeig, rítmica i l'Orfeó de l'entitat, i la creació del grup femení i l'infantil. També hi va coordinar i impartir cursos i conferències.
Palomera va promoure el feminisme i la presència i representativitat de les dones en el moviment cooperativista català, a través de la seva participació en actes i congressos, la publicació d'articles a premsa, sovint juntament amb Micaela Chalmeta. Va impulsar i participar en l’Agrupació Femenina de Propaganda Cooperativista i en la Unió Cooperativista Barcelonesa (UCB).
Va morir durant la guerra civil, en el part del seu fill, el 18 d'octubre de 1937. La seva mort va ser portada de la revista Acción Cooperativista.